# Lobopleura expansa
Lobopleura expansa är en kräftdjursart som först beskrevs av Sars 1908.  Lobopleura expansa ingår i släktet Lobopleura, och familjen Ancorabolidae. Arten är reproducerande i Sverige.